# نادي جامعة مرسية
نادي جامعة مرسية لكرة القدم (بالإسبانية: UCAM Murcia Club de Fútbol)‏ نادي كرة قدم إسباني يلعب في دوري الدرجة الثانية الإسباني. تم تأسيس النادي في عام 1999.

## روابط خارجية
- UCAM Murcia CF